# Gebänderte Heidelibelle
Die Gebänderte Heidelibelle (Sympetrum pedemontanum) ist eine Art aus der Familie der Segellibellen (Libellulidae). Sie verfügt über auffällige dunkle Flügelbinden, die unverkennbar sind. Auch ihr mitunter schmetterlingshafter „Gaukelflug“ ist sehr markant und erinnert etwas an die Gebänderte Prachtlibelle (Calopteryx splendens). Die Spezies gilt als sibirisches Faunenelement, das im mittleren und südwestlichen Europa seine westlichsten Vorkommen hat und hier in teils isolierten Streufunden vorhanden ist. Das Artepitheton pedemontanum (wörtlich: „am Fuße der Berge“) geht auf den Entdeckungs- und Erstbeschreibungsort, das Piémont, zurück.

## Merkmale

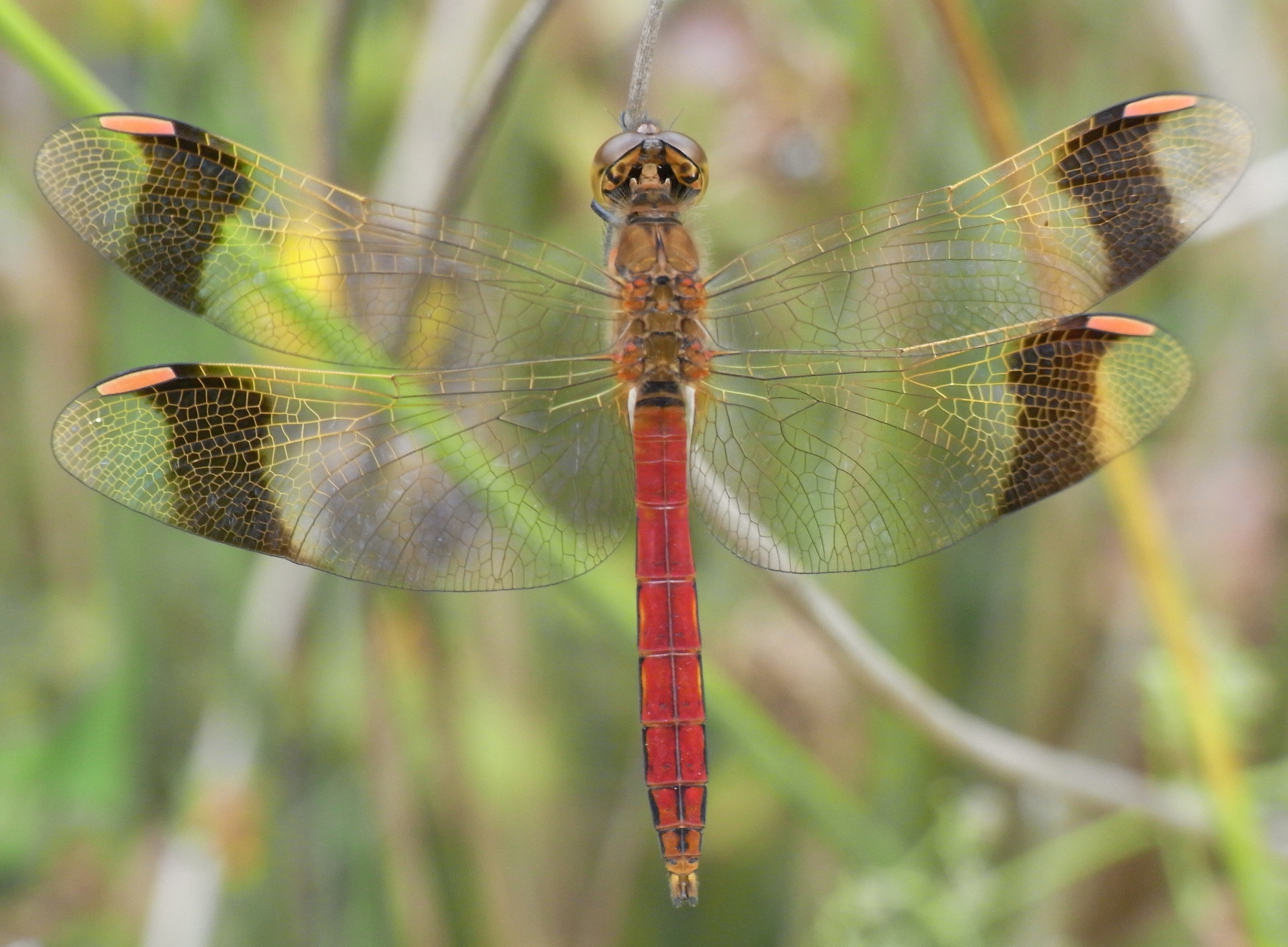
Jüngeres, noch nicht voll ausgefärbtes Männchen

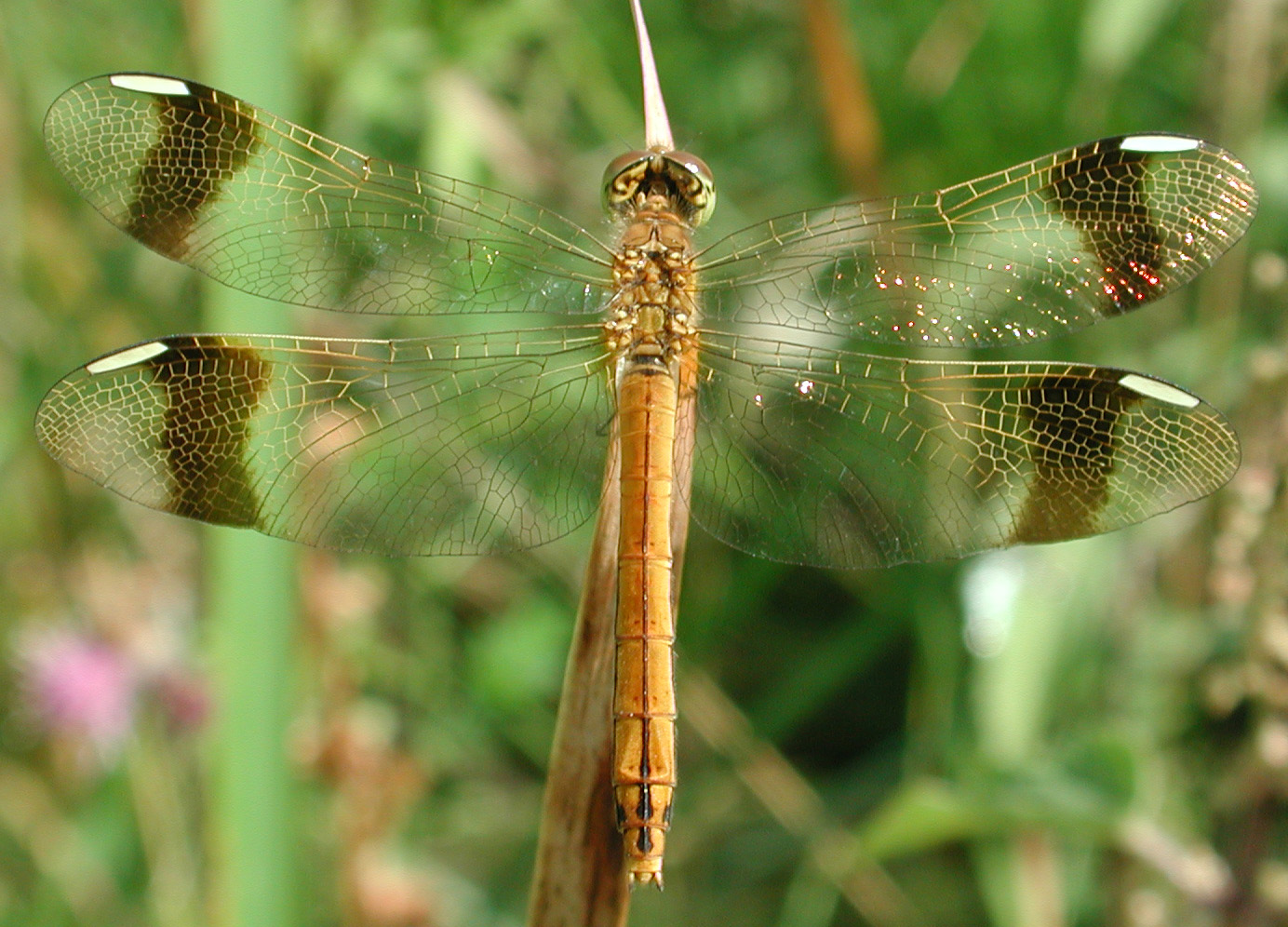
Weibchen, geschlechtsreif und ausgefärbt

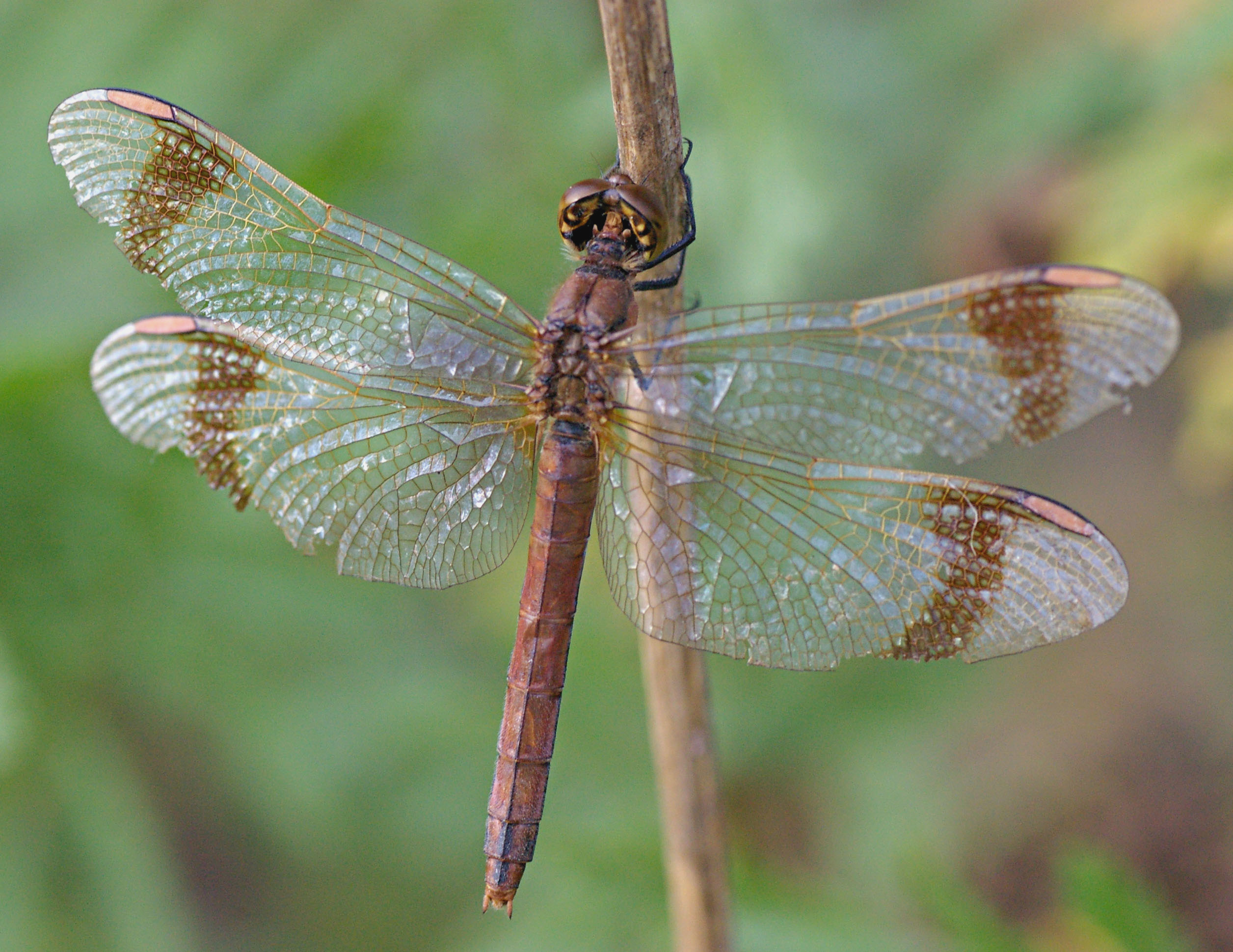
Altes Weibchen am Ende der Flugzeit im Herbst

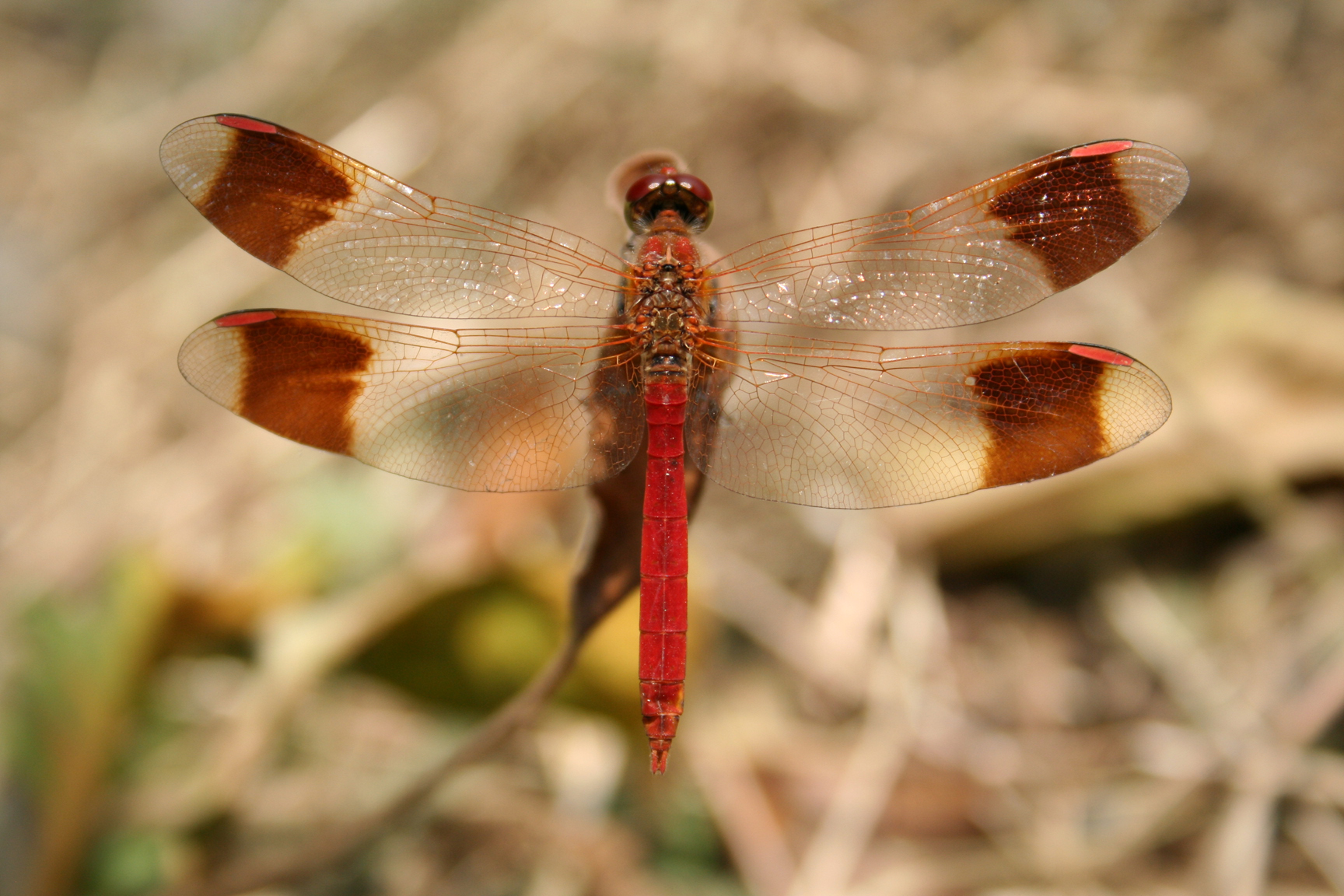
Männchen der japanischen Unterart Sympetrum pedemontanum elatum

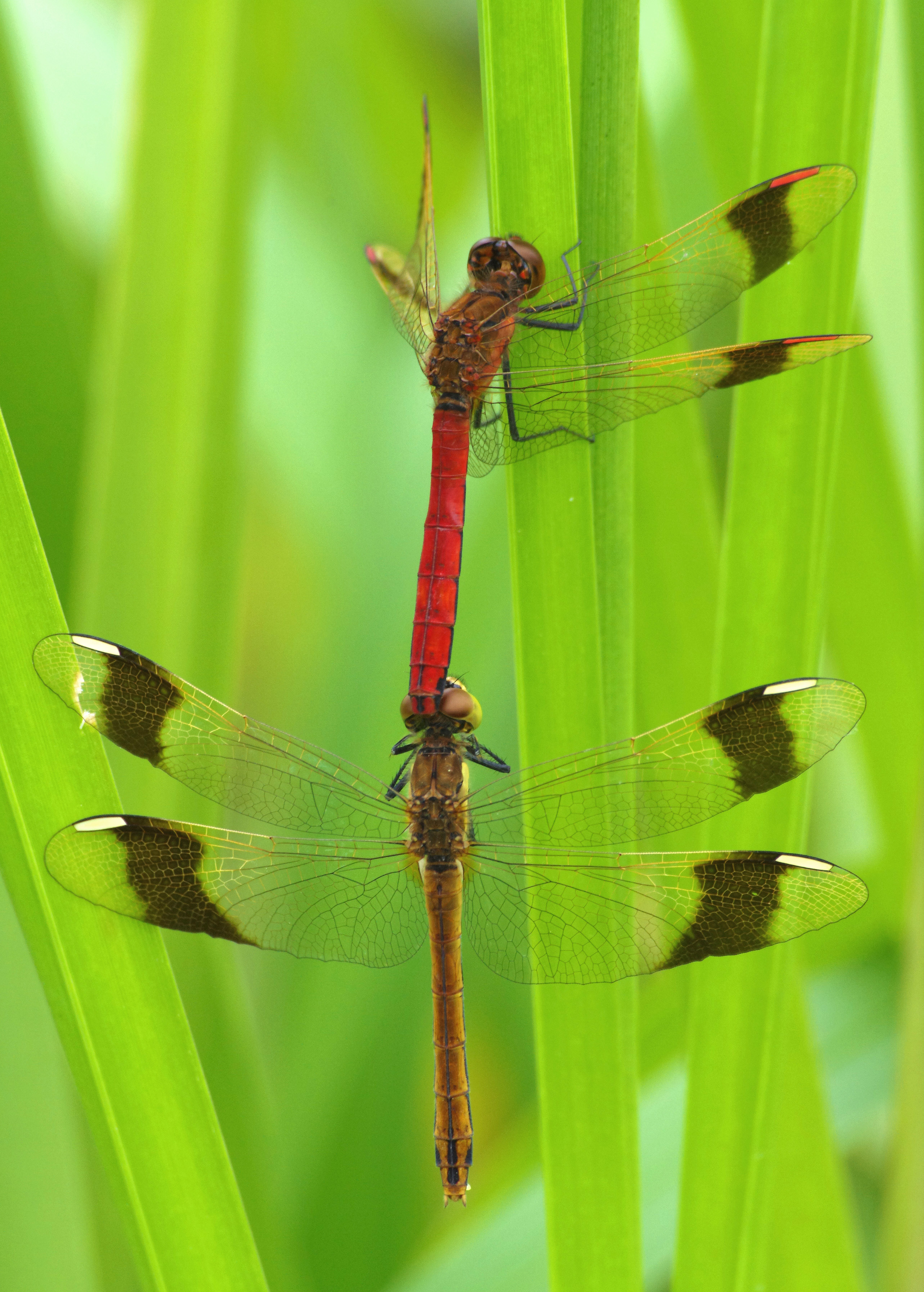
Tandem

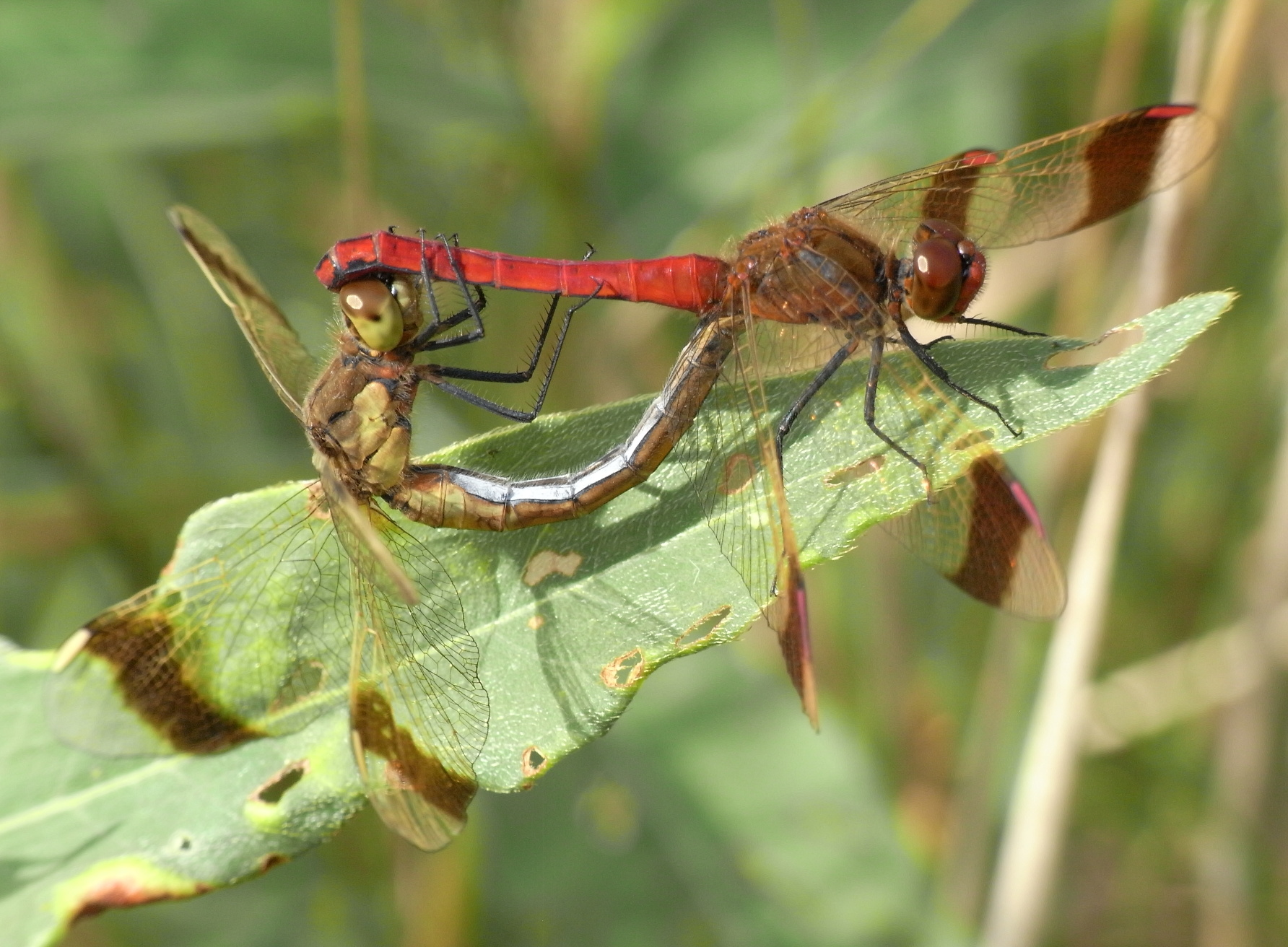
Paarungsrad

Es handelt sich um eine relativ kleine Vertreterin der Heidelibellen (Sympetrum) mit einer Körperlänge von rund drei Zentimetern und einer Flügelspannweite von 4,5 bis 5,5 Zentimetern. Beide Geschlechter weisen eine Zeichnung aus dunkelbraunen Bändern auf, die sich ungefähr in Höhe der Flügelmale (etwas nach innen versetzt) quer über alle vier Flügel ziehen. Junge Männchen sowie die Weibchen haben ein gelbbraunes Abdomen und weißliche (bei alten Weibchen gelbbraune) Flügelmale. Beim reifen Männchen ist der Hinterleib rot, ebenso wie die Flügelmale; der Thorax ist braun. Die Beine sind komplett schwarz gefärbt.

## Verbreitung
Das Areal der Art reicht von Mitteleuropa bis nach Ostasien; dabei wird zwischen der europäisch-westsibirischen Nominatform, der ostsibirischen Unterart Sympetrum pedemontanum kurentzovi und der in Japan heimischen Unterart S. p. elatum unterschieden. Der Westteil des Verbreitungsgebietes besteht aus einem schmalen Band zwischen dem 45. und 50. Breitengrad sowie weiteren, teils disjunkten Reliktpopulationen bzw. Vorposten im mitteleuropäischen Raum (westwärts bis nach Belgien und Ostfrankreich, inselartig aber auch in Zentralspanien). Innerhalb Deutschlands wurde die Gebänderte Heidelibelle bis in die 1970er-Jahre fast nur in Südbayern und im südwestlichen Baden-Württemberg beobachtet. Seither häufen sich allerdings Funde auch in Teilen Nord- und Ostdeutschlands, wobei Flussläufe wie die Elbe oder die Aller wichtige Ausbreitungslinien nach Nordwesten darstellen. Während sich die Art im Nord(ost)deutschen Tiefland in den letzten Jahrzehnten ausgebreitet hat, war dies in Süddeutschland offenbar nicht der Fall.

## Lebensraum und Lebensweise
Die Gebänderte Heidelibelle besiedelt vor allem wärmebegünstigte Flusstäler mit eher seichten, mäßig verlandeten, submers teils verkrauteten, besonnten und windgeschützten Gewässern, etwa Entwässerungsgräben, Weiher in Kiesgruben, moorige Tümpel, Altwässer und Überflutungsbereiche. Umgewandelte Tiere treten ab dem Hochsommer auf (nördlich der Alpen etwa ab Mitte bis Ende Juli, ausnahmsweise schon Ende Juni); ihre Flugzeit erstreckt sich bis ungefähr Anfang Oktober. Häufig sind sie mit anderen Sympetrum-Arten vergesellschaftet, insbesondere mit der Großen, der Gemeinen, der Gefleckten und der Blutroten Heidelibelle.
Die Flügelzeichnung sorgt im Flug für einen optischen Effekt im Sinne eines Flimmerns und einer Auflösung der Konturen. Die niedrig fliegenden Tiere sind daher nur schwer zu erkennen, und auch die häufig ruhenden Individuen sind damit in der Vegetation überraschend gut getarnt. Gebänderte Heidelibellen sind untereinander und gegenüber anderen Libellenarten wenig aggressiv, werden aber ihrerseits häufig von anderen Großlibellen attackiert. Ihre Lebensdauer als metamorphosiertes Vollinsekt beträgt maximal etwa vier Wochen.

### Imagines
Der Jungfernflug der am Gewässerufer oft kollektiv schlüpfenden Imagines endet in der Regel nach einigen Metern in der Vegetation der Umgebung. Nach ihrer Aushärtung suchen sie Reife- und Jagdhabitate auf, beispielsweise Wiesen, Hochstaudenfluren und Sümpfe. Die geschlechtsreifen Libellen kehren bald zum Gewässer zurück. Die Männchen besetzen dabei wohl Reviere, verteidigen diese aber nicht besonders „temperamentvoll“ gegen Konkurrenten. Der Kopulation geht die Bildung von libellentypischen „Tandems“ aus Männchen und Weibchen voraus, was auch bei der anschließenden Eiablage über dem Wasser meistens der Fall ist. Die Eiablage wird immer wieder durch Pausen und erneute Kopulationen unterbrochen.

### Larven
Nach einer Überwinterung der Eier, die auch Austrocknungsphasen überstehen, schlüpfen die Larven im folgenden Frühjahr bis Frühsommer. Ihre weitere Entwicklung vollzieht sich in nur circa fünf bis acht Wochen, wobei sie elf Larvenstadien durchlaufen. Über ihre Lebensweise ist nichts bekannt; die Exuvien sind, anders als die anderer Heidelibellen, meistens schlammverkrustet.

## Gefährdung und Schutz
Die Gebänderte Heidelibelle ist unter anderem nach dem deutschen Bundesnaturschutzgesetz und der Bundesartenschutzverordnung eine „besonders geschützte“ Art. In der Roten Liste Deutschlands wird sie als „stark gefährdet“ eingestuft, in Österreich als „VU – gefährdet“, in der Schweiz als „EN – stark gefährdet“. Die Spezies gilt als relativ konkurrenzschwache Libelle und Pionierart. Intensive Pflege- und Unterhaltungsmaßnahmen an Gräben und in deren Umfeld können ihre Bestände erheblich beeinträchtigen, etwa alljährlich wiederholte Entkrautungen gleichzeitig auf großer Strecke sowie die radikale Mahd von Staudenfluren an Grabenböschungen. Andererseits verlieren aber auch zu stark verlandende Gewässer mit der Zeit an Attraktivität für diese Art.